# Ганс Аспергер
Ганс Аспергер (нім. Hans Asperger; 18 лютого 1906 року — 21 жовтня 1980 року) — австрійський педіатр і психіатр, ім'ям якого названо синдром Аспергера.

## Біографія
Ганс Аспергер народився на фермі під Віднем, був старшим з трьох братів (середній помер незабаром після народження, молодший убитий під Сталінградом). Ріс замкненою дитиною, в ранньому віці виявив талант до мов. У 1920-ті роки брав участь у молодіжних рухах. Після закінчення гімназії вивчав медицину у Відні. Захистив докторську дисертацію в 1931 р. і влаштувався асистентом в дитячу клініку Віденського університету, де з 1932 р. керував лікувально-педагогічним відділенням. Однією з його пацієнток була майбутня письменниця Ельфріде Єлінек.
У 1934 р. переїхав до Лейпцига, де став працювати в психіатричній лікарні. Одружився у 1935 р. з Ханною Кальмон, яка народила п'ятьох дітей.
Точно невідомо, чим займався Аспергер на початку Другої світової війни. Надалі він служив військовим лікарем Хорватії. У 1944 р. Аспергер опублікував перший опис пізніше названого на його честь синдрому, який він називав «аутистичною психопатією». У тому ж році отримав постійне місце у Віденському університеті, де протягом двадцяти років займав кафедру педіатрії, а в 1946 р. став директором віденської дитячої клініки. Також працював в Інсбруці. Починаючи з 1964 р. очолював так зване Дитяче село SOS-Kinderdorf у Хінтербрюлі. Аспергер не припиняв роботи до кінця життя і за шість днів до смерті ще читав лекції.
Всього за своє життя опублікував понад 300 робіт, головними темами яких були «аутистична психопатія» і смерть. Оскільки його публікації виходили на німецькій мові і мало перекладалися, спочатку його роботи не користувалися великою відомістю. Лише в 1990-і роки синдром Аспергера став відомий широкому колу фахівців.